# Blanca Fernández Ochoa
Blanca Fernández Ochoa (ur. 22 kwietnia 1963 w Madrycie, zm. pod koniec sierpnia 2019 na górze La Peñota) – hiszpańska narciarka alpejska, brązowa medalistka olimpijska.

## Kariera
Na arenie międzynarodowej Blanca Fernández Ochoa pojawiła się na początku lat 80'. W lutym 1980 roku wystartowała na igrzyskach olimpijskich w Lake Placid, zajmując tam osiemnaste miejsce w gigancie. W zawodach Pucharu Świata pierwsze punkty wywalczyła 4 lutego 1981 roku w Zwiesel, gdzie w gigancie była piętnasta. Nieco ponad trzy lata później, 21 marca 1984 roku w tej samej miejscowości po raz pierwszy stanęła na podium, plasując się na trzeciej pozycji w gigancie. W zawodach tych wyprzedziły ją tylko Tamara McKinney z USA oraz Erika Hess ze Szwajcarii. W kolejnych latach jeszcze dziewiętnaście razy stawała na podium, odnosząc przy tym cztery zwycięstwa: 3 marca 1985 roku w Vail wygrała giganta, a 26 listopada 1987 roku w Sestriere, 22 grudnia 1990 roku w Morzine i 1 grudnia 1991 roku w Lech była najlepsza w slalomie. Ostatni raz w czołowej trójce znalazła się 21 marca 1992 roku w Crans-Montana, gdzie była trzecia w gigancie. Najlepsze wyniki osiągnęła w sezonie 1987/1988, kiedy zajęła czwarte miejsce w klasyfikacji generalnej oraz trzecie w klasyfikacji supergiganta, za Szwajcarką Michaelą Figini i Austriaczką Sylvią Eder. Hiszpanka była także trzecia w klasyfikacji giganta w sezonie 1986/1987 oraz w klasyfikacji slalomu w sezonach 1990/1991 i 1991/1992.
Największy sukces osiągnęła podczas igrzysk olimpijskich w Albertville w 1992 roku, gdzie wywalczyła brązowy medal w slalomie. Po pierwszym przejeździe zajmowała drugie miejsce, tracąc do prowadzącej Julie Parisien z USA 0,03 sekundy. W drugim w przejeździe uzyskała siódmy wynik, co dało jej jednak trzeci łączny czas. Ostatecznie uległa tylko Austriaczce Petrze Kronberger i Annelise Coberger z Nowej Zelandii. Był to pierwszy w historii medal olimpijski wywalczony przez hiszpańską narciarkę alpejską i zaledwie drugi w historii na zimowych igrzyskach olimpijskich. Ochoa startowała także na dwóch poprzednich edycjach tej imprezy, a najbliżej medalu była podczas slalomu na igrzyskach w Calgary w 1988 roku, gdzie po pierwszym przejeździe slalomu znajdowała się na prowadzeniu. Jednak, jak sama przyznała, nie utrzymała związanej z tym presji i ostatecznie zawody zakończyła na piątej pozycji. Wielokrotnie startowała także na mistrzostwach świata, najlepszy wynik osiągając na rozgrywanych w 1987 roku mistrzostwach świata w Vail. Zajęła tam czwarte miejsce w slalomie, przegrywając walkę o podium z Tamarą McKinney o 0,09 sekundy.
Podczas ceremonii otwarcia i zamknięcia igrzysk w Calgary oraz rozgrywanych cztery lata później igrzysk w Albertville Fernández Ochoa była chorążym reprezentacji Hiszpanii.
Jej siostra Dolores, a także bracia Luis, Juan Manuel i Francisco Fernández Ochoa także uprawiali narciarstwo alpejskie.
23 sierpnia 2019 zaginęła podczas górskiej wędrówki. 4 września 2019 jej ciało odnaleziono na zboczu góry La Peñota w okolicach Madrytu. Najprawdopodobniej zmarła pod koniec sierpnia 2019

## Osiągnięcia

### Igrzyska olimpijskie
| Miejsce | Dzień     | Rok  | Miejscowość | Konkurencja | Czas biegu  | Strata  | Zwyciężczyni     |
| ------- | --------- | ---- | ----------- | ----------- | ----------- | ------- | ---------------- |
| 18.     | 21 lutego | 1980 | Lake Placid | Gigant      | 2:41,66 min | +7,33 s | Hanni Wenzel     |
| 6.      | 13 lutego | 1984 | Sarajewo    | Gigant      | 2:20,98 min | +1,16 s | Debbie Armstrong |
| DNF     | 13 lutego | 1984 | Sarajewo    | Slalom      | 1:36,47 min | -       | Paoletta Magoni  |
| 21.     | 22 lutego | 1988 | Calgary     | Supergigant | 1:19,03 min | +3,01 s | Sigrid Wolf      |
| DNF     | 24 lutego | 1988 | Calgary     | Gigant      | 2:06,49 min | -       | Vreni Schneider  |
| 5.      | 26 lutego | 1988 | Calgary     | Slalom      | 1:36,69 min | +2,75 s | Vreni Schneider  |
| 12.     | 19 lutego | 1992 | Albertville | Gigant      | 2:12,74 min | +2,67 s | Pernilla Wiberg  |
| 3.      | 20 lutego | 1992 | Albertville | Slalom      | 1:32,68 min | +0,67 s | Petra Kronberger |

### Mistrzostwa świata
| Miejsce | Dzień     | Rok  | Miejscowość   | Konkurencja | Czas biegu  | Strata  | Zwyciężczyni    |
| ------- | --------- | ---- | ------------- | ----------- | ----------- | ------- | --------------- |
| 18.     | 21 lutego | 1980 | Lake Placid   | Gigant      | 2:41,66 min | +7,33 s | Hanni Wenzel    |
| DNF     | 4 lutego  | 1985 | Bormio        | Kombinacja  | 18,72 pkt   | -       | Erika Hess      |
| 9.      | 6 lutego  | 1985 | Bormio        | Gigant      | 2:18,53 min | +2,06 s | Diann Roffe     |
| 14.     | 9 lutego  | 1985 | Bormio        | Slalom      | 1:29,58 min | +3,22 s | Perrine Pelen   |
| 10.     | 3 lutego  | 1987 | Crans-Montana | Supergigant | 1:19,17 min | +2,56 s | Maria Walliser  |
| 5.      | 5 lutego  | 1987 | Crans-Montana | Gigant      | 2:21,22 min | +2,66 s | Vreni Schneider |
| 5.      | 7 lutego  | 1987 | Crans-Montana | Slalom      | 1:33,30 min | +1,75 s | Erika Hess      |
| 4.      | 7 lutego  | 1989 | Vail          | Slalom      | 1:30,88 min | +0,87 s | Mateja Svet     |
| 7.      | 11 lutego | 1989 | Vail          | Gigant      | 2:29,37 min | +3,85 s | Vreni Schneider |
| DNF     | 1 lutego  | 1991 | Saalbach      | Slalom      | 1:25,90 min | -       | Vreni Schneider |

### Puchar Świata

#### Miejsca w klasyfikacji generalnej
- sezon 1981/1982: 55.
- sezon 1982/1983: 51.
- sezon 1983/1984: 36.
- sezon 1984/1985: 10.
- sezon 1985/1986: 31.
- sezon 1986/1987: 8.
- sezon 1987/1988: 4.
- sezon 1988/1989: 18.
- sezon 1990/1991: 10.
- sezon 1991/1992: 7.

#### Miejsca na podium
1. Zwiesel – 21 marca 1984 (gigant) – 3. miejsce
2. Maribor – 4 stycznia 1985 (gigant) – 3. miejsce
3. Vail – 3 marca 1985 (gigant) – 1. miejsce
4. Wysokie Tatry – 8 lutego 1986 (gigant) – 2. miejsce
5. Valzoldana – 20 grudnia 1986 (gigant) – 2. miejsce
6. Megève – 13 lutego 1987 (gigant) – 2. miejsce
7. Saint-Gervais – 14 lutego 1987 (slalom) – 3. miejsce
8. Zwiesel – 27 lutego 1987 (gigant) – 3. miejsce
9. Sestriere – 26 listopada 1987 (slalom) – 1. miejsce
10. Leukerbad – 13 grudnia 1987 (slalom) – 3. miejsce
11. Tignes – 6 stycznia 1988 (gigant) – 3. miejsce
12. Kranjska Gora – 30 stycznia 1988 (gigant) – 3. miejsce
13. Aspen – 7 marca 1988 (gigant) – 2. miejsce
14. Courmayeur – 20 grudnia 1988 (slalom) – 2. miejsce
15. Morzine – 22 grudnia 1990 (slalom) – 1. miejsce
16. Lech – 30 listopada 1991 (slalom) – 3. miejsce
17. Lech – 1 grudnia 1991 (slalom) – 1. miejsce
18. Schruns – 12 stycznia 1992 (slalom) – 2. miejsce
19. Narwik – 28 lutego 1992 (gigant) – 3. miejsce
20. Crans-Montana – 21 marca 1992 (gigant) – 2. miejsce